# Revenu net de fonderie
Le Revenu Net de Fonderie (RNF) est le revenu net que le propriétaire d'une propriété minière reçoit de la vente des produits (métalliques ou non) de la mine moins les frais de transport et d'affinage. En tant que redevance, il fait référence à la fraction au revenu net de fonderie qu'un opérateur minier est obligé de payer au propriétaire de la redevance. Elle est payée sur une base fixe ou variable basée sur le revenu des ventes que touche l'opérateur pour sa production minière. Elle est subordonnée uniquement au prix de vente et à la quantité de produit vendu.  